# Ен-Накура
Ен-Накура (араб. الناقورة) — невелике місто на півдні Лівану, на кордоні з Ізраїлем. Згідно адміністративно-територіального поділу входить до району Тір провінції Південний Ліван.
З 23 травня 1978 року у місці розташовані війська ООН (UNIFIL).
Кордон з Ізраїлем закритий і відкривається лише для особливих випадків. З ізраїльського боку розташований кібуц Рош-га-Нікра.